# Русско-казанская война (1530—1531)
Русско-казанская война 1530—1531 годов привела к временному восстановлению русского протектората над Казанским ханством. Представитель крымской династии был изгнан из Казани, на троне утвердился ставленник Москвы Джан-Али.

## Война
Весной 1530 года Казанский хан учинил «нечисть и срамоту» прибывшему к нему русскому послу Андрею Федоровичу Пильемову. Подробности летопись не сообщает. Это послужило поводом для новой русско-казанской войны.
Прикрыв южную границу от набегов союзного Казани Крыма, русские в мае 1530 года выступили на Казань двумя ратями. Во главе судовой рати стояли воеводы Иван Федорович Бельский и Михаил Васильевич Горбатый. Конную рать повели Михаил Львович Глинский и Василий Андреевич Шереметев. После нескольких небольших стычек конная рать переправилась через Волгу и 10 июля встретилась у Казани с судовой ратью, дошедшей без препятствий. Русские начали осаду города. Именно в этом походе летопись впервые упоминает наличие у русских Гуляй-города.
Татары хорошо подготовились к обороне. Был построен острог на Булаке, откуда они могли тревожить русских постоянными нападениями. На помощь казанцам пришли ногайские и астраханские войска.
В ночь с 13 на 14 июля русские под руководством князя Ивана Федоровича Овчины Оболенского захватили острог на Булаке, перебив большинство защитников. Русская победа, а также продолжающийся артобстрел вызвали смятение среди защитников. Хан Сафа-Гирей бежал. По рассказам летописей три часа Казанская крепость оставалась без защиты, ворота были открыты и русские могли бы беспрепятственно войти в неё, но Бельский и Глинский затеяли местнический спор кому первым войти в город. Пока это продолжалось, татары опомнились и под прикрытием начавшейся бури совершили вылазку и захватили значительную часть тяжелого вооружения. В бою погибло пять воевод. Как пишет историк Соловьев: «Не отвергая этого известия, мы, однако, думаем, что в нем недостает некоторых объяснительных подробностей».
После потери вооружения русские пытались продолжать осаду, но без особого успеха. Через некоторое время казанцы и русские начали переговоры, и, заключив предварительное соглашение, русское войско вернулось домой. За большие потери в походе Иван Федорович Бельский был приговорен к смертной казни, замененной впоследствии тюремным заключением.

## Переворот
В Москве и Казани начались переговоры. Обе стороны требовали возврата захваченных пленных и оружия. Принятие других русских требований означало возвращение к временам русского протектората над Казанью (1487—1521). Хан Сафа-Гирей всячески затягивал переговоры рассчитывая на помощь Крымского ханства. Обстановка стала накаляться. Среди татарской элиты, опасавшейся нового похода русских на Казань возник заговор против Сафа-Гирея. В заговор были вовлечены казанские послы в Москве и множество представителей татарской верхушки во главе с царевной Ковгаршад, сестрой Мухаммед-Амина и единственной оставшейся в живых представительницей рода Улу-Мухаммеда, основателя Казанского ханства. Претендент на престол Шах-Али был направлен в Нижний Новгород, чтобы быть ближе к Казани. В самой Казани с заговором были тесно связаны русские представители.
Узнав о заговоре, Сафа-Гирей хотел казнить все русское посольство и начать новую войну с Россией, но заговорщики подняли открытое восстание и хан вынужден был бежать. Многие его сторонники были казнены. В Казани образовалось временное правительство.
Поскольку в Казани не желали на этот раз иметь ханом Шах-Али, то казанцы обратились к Василию III с просьбой дать им в ханы младшего брата Шах-Али касимовского хана Джан-Али. Московское правительство согласилось, и 29 июня 1531 года новым ханом стал Джан-Али. Ему было в том момент 15 лет, и все своё недолгое царствование он находился в полном подчинении московскому руководству. По разрешению Василия III он женился на ногайской княжне Сююмбике, сыгравшей впоследствии заметную роль в истории Казанского ханства.
Между Москвой и Казанью установились мирные отношения, сохранявшиеся до смерти Василия III.